# Sabrina Godard-Monmarteau
Sabrina Godard-Monmarteau (nacida como Sabrina Godard, 4 de julio de 1981) es una deportista francesa que compitió en duatlón.
Ganó una medalla de bronce en el Campeonato Mundial de Duatlón de 2014, y una medalla de bronce en el Campeonato Europeo de Duatlón de 2011. Además, obtuvo una medalla de plata en el Campeonato Europeo de Duatlón de Larga Distancia de 2014.

## Palmarés internacional
| Campeonato Mundial | Campeonato Mundial   | Campeonato Mundial | Campeonato Mundial |
| Año                | Lugar                | Medalla            | Prueba             |
| ------------------ | -------------------- | ------------------ | ------------------ |
| 2014               | Pontevedra ( España) | Medalla de bronce  | Individual         |
| Campeonato Europeo |                      |                    |                    |
| Año                | Lugar                | Medalla            | Prueba             |
| 2011               | Limerick ( Irlanda)  | Medalla de bronce  | Individual         |

| Campeonato Europeo | Campeonato Europeo                | Campeonato Europeo | Campeonato Europeo |
| Año                | Lugar                             | Medalla            | Prueba             |
| ------------------ | --------------------------------- | ------------------ | ------------------ |
| 2014               | Horst aan de Maas ( Países Bajos) | Medalla de plata   | Individual         |